# Gramercy Park
Gramercy Park (někdy i jen Grammercy) je malý oplocený soukromý park v newyorské místní části Gramercy na Manhattanu. Je to jeden ze dvou posledních soukromých parků v New Yorku bez přístupu veřejnosti, dalším je Sunnyside Gardens v Queensu.
Gramercy Park se nachází mezi Východní 20. ulicí a Východní 21. ulicí a mezi Park Avenue South a Třetí Avenue. Lexington Avenue, což je hlavní severojižní tah čtvrtě East Side na Manhattanu, končí u Gramercy Parku na severu.